# Čikerija
Čikerija (mađ. Csikéria) je selo u jugoistočnoj Mađarskoj.
Zauzima površinu od 25,81 km četvorna.

## Zemljopisni položaj
Nalazi se nedaleko od Aljmaša, na 46°7'20" sjeverne zemljopisne širine i 19°28'44" istočne zemljopisne dužine, u regiji Južni Alföld, 5 km sjeverno od Kunbaje, tik uz mađarsko-srbijansku granicu, na pravcu što spaja Suboticu i Aljmaš.

## Upravna organizacija
Upravno pripada aljmaškoj mikroregiji u Bačko-kiškunskoj županiji. Poštanski broj je 6424.
Nekad je bilo jedno naselje, koje je bilo podijeljeno nakon 1918., tako da ga i danas državna granica između Mađarske i Srbije dijeli na dva dijela.
Na prijelazu 19. u 20. stoljeće, prodano je zemljište na Čikeriji, a novcem od te prodaje financirana je izgradnja subotičke Gradske kuće.
1922. su godine iz sastava Subotice izdvojene Gornja i Donja Čikerija (Alsócsikéria i Felsőcsikéria), a Gornja je Čikerija (Felsőcsikéria) 1929. preimenovana u Čikeriju (mađ. Csikéria).

## Promet
Iako se Čikerija nalazi na željezničkoj prometnici, ali u selu se ne nalazi željeznička postaja.

## Stanovništvo
U Čikeriji živi 942 stanovnika (2005.). Mađari su većina. Hrvati čine 5,9%, Nijemaca je blizu 0,9%, Srba je 0,8% te ostalih. Rimokatolika je 84,2%, kalvinista je 3,3%, luterana je 0,4%, grkokatolika je 0,3% te ostalih.
U Čikeriji se nalaze jedinica njemačke i hrvatske manjinske samouprave u Mađarskoj.
Još 1655. se bilo zabilježilo da su Hrvati živjeli u pustari Čikeriji, na mjestu na kojem se razvilo današnje selo Čikerija.
Danas od kulturnih manifestacija, Hrvati iz Čikerije održavaju Veliko bunjevačko prelo.

## Vanjske poveznice
- Čikerija na fallingrain.com
- (mađ.) Csikéria hivatalos honlapja  Arhivirana inačica izvorne stranice od 3. svibnja 2008. (Wayback Machine)
- (mađ.) Csikéria a Vendégvárón   Arhivirana inačica izvorne stranice od 24. lipnja 2004. (Wayback Machine)